# スタービーチ
STAR BEACH（スタービーチ）は、有限会社アストロワークスが運営するソーシャル・ネットワーキング・サービス (SNS) である。

## 概要
2019年9月に暫定的にサービスを開始。2020年1月1日ソーシャルワーカーマッチングサービスとして発展。
スタービーチは、安価な月課金制マッチングサイトに有料アイテム交換が可能なソーシャルワーカーシステムを導入している。この方式は、ユーザーそれぞれのライフワークをプロフィールすることで、健全で安心感のあるコミュニティを維持するという目的で採用されている。
なお、有料アイテムを送信した側とされた側は恣意的にソーシャルワーカーとなり利害関係を持つことになる。
新規登録は、無料で誰でも行なえる。検索範囲が詳細な為、出会い系サイトと混同されることからインターネット異性紹介事業の申請も行い、18歳未満の利用を禁止している。

## 沿革
- 2018年
  - 7月28日 - JPRSドメイン取得
  - 8月1日 - 特許庁商標出願
  - 11月1日 - インターネット異性紹介事業届出
- 2019年
  - 6月28日 - 特許庁商標登録
  - 9月8日 - 暫定的にサービス開始
  - 12月22日 - ソーシャルワーカーシステム導入
- 2020年
  - 1月1日 - スタービーチ広報開始

## 機能
ソーシャルワーカーマッチングサイトとしての機能は充実している。

### 現在提供されている機能・サービス
ソーシャルワーカーメニュー
プロフィール登録時にソーシャルワーカーメニューとして、「連絡メニュー」、「接待メニュー」、「奉仕メニュー」に有料アイテムの個数が設定できる。コミュニケーションを経て有料アイテムが送られると交換所を通して分配金の申請ができる。
メッセージ
プレミアムメンバー（日数課金制）はメッセージの送信ができる。無料会員はメッセージの受信のみ。警告文が出るがプレミアムメンバーからのメッセージには返信できる。
メディア
写真をアップロードすることのできるサービス。5枚掲載公開できる。
検索
恋愛対象性別・年齢・都市・オンライン有無・写真付き有無など詳細に検索することができる。また、検索内容を保存することもできる。
ウィンク
他人のプロフィールを閲覧後、気に入った相手には、プロフィールページに表示されるニコニコマークから興味がある証としてウィンクを送ることができる。
お気に入り
プロフィールを閲覧し、気に入った相手をお気に入りへまとめることができる。
チャット
プロフィールに表示されるハートマークからお気に入りに追加し、相手に承認されると相手のプロフィールに吹き出しが表示され、チャット機能が使える。
スターボール
ソーシャルワーカーシステムの対価としてスターボールが提供されている。スターキャンディー5つで1個のスターボールを送信できる。保有するスターボールは、スターボール交換所で分配金と交換申請できる。
スターキャンディー
スターボールを送信するために必要なアイテムがスターキャンディー。１個1,000円で販売されている。
マッチ
プロフィールやつぶやきなど、AIシステムが共通の部位を集計し自動的にマッチングしてくれる機能。
ニュースフィード
お気に入りに登録されたユーザーの動向が表示される。
ステルスモード
私を見たメンバー、私が見たメンバー、オンラインのメンバーへ表示されない仕様にできる。